# Silver Lakes, Kalifornien
Silver Lakes är en ort (CDP) i San Bernardino County, i delstaten Kalifornien, USA. Enligt United States Census Bureau har orten en folkmängd på 5 623 invånare (2010) och en landarea på 13,4 km².